# El sacerdote
El sacerdote, en la seva versió internacional The priest, és una pel·lícula dramàtica amb elements de comèdia dirigida per Eloy de la Iglesia el 1978. Interpretada en els seus papers principals per Simón Andreu, Esperanza Roy i Emilio Gutiérrez Caba, la pel·lícula té com a tema central la repressió i insatisfacció sexual focalitzada en un jove sacerdot catòlic que es veu impel·lit a mantenir el seu vot de castedat sobre totes les consideracions. Va obtenir en 1981 el premi al millor director de parla hispana de l'associació de crítics de Nova York. El guió fou ofert inicialment a Pilar Miró.

## Sinopsi
A l'Espanya de finals dels anys 60 Miguel (Simón Andreu), un atractiu i tímid sacerdot catòlic de 36 anys tradicional i conservador, travessa una profunda crisi personal. Malgrat les seves profundes conviccions, que li porten a rebutjar rotundament els nous usos eclesiàstics derivats del Concili Vaticà II, el rector sofreix una llarga i dolorosa agitació íntima. Els seus propis desitjos sexuals incomplits sobtadament semblen sortir a la llum recolzats en la nova realitat social del país. El record d'una infància difícil, obligat per la seva família a estudiar al seminari i ordenar-se sacerdot, a poc a poc també va fent mossa. Consultat amb els seus superiors, que li ofereixen alternatives viables, la presència d'Irene (Esperanza Roy) serà el desencadenant del conflicte.
Irene és una jove i bella feligresa casada, piadosa i apassionada, que es troba desenganyada i és infeliç en el seu matrimoni. Ella acudeix habitualment a la parròquia buscant el suport i consol del sacerdot qui, amb el tracte, gradualment veu minvada la seva fe i les seves conviccions religioses. Miguel intenta posar remei a l'atracció que desperta la dona apartant-se del seu exercici a la parròquia. Quan, finalment, cedeix a l'amor que li manifesta la feligresa pren una cruel decisió que el portarà al seu internament en un hospital psiquiàtric: amb unes tisores de podar es mutilarà els genitals. Encara que aconsegueix seguir amb vida, en sortir de l'hospital renuncia a una relació amb Irene, abandona la seva congregació i penja els hàbits després de perdre definitivament la fe.

## Repartiment
- Simón Andreu - Padre Miguel
- Esperanza Roy - Irene
- Emilio Gutiérrez Caba - Pare Luis
- José Franco - Pare Alfonso
- Queta Claver - Mare de Miguel
- África Pratt - Prostituta
- José Vivó - Bisbe
- Ramón Reparaz - Pare Manuel
- José Manuel Cervino - Marit d'Irene

## Producció
Rodada en localitzacions de Madrid, El sacerdote seria l'última de les pel·lícules de Eloy de la Iglesia amb guió d'Enrique Barreiro i de les poques en les quals el director no va intervenir en la seva confecció.
A diferència de la resta de la seva filmografia, que ambienta les pel·lícules en el temps present en què es van rodar, l'acció se situa a l'Espanya de 1966 durant el període en què es va votar la Llei Orgànica de l'Estat amb la qual el règim de Franco volia mantenir l'estructura de la dictadura una vegada morís el seu fundador.
| «                                                                | És la història d'una obsessió, un home sense accés a la vida sexual, castrat psíquicament, que acaba castrat físicament. La pel·lícula incideix en una visió divertida de la història d'un reprimit, que en aquest cas és un sacerdot. Té alguns aspectes en comú amb El diputado, ja que són dues formes diferents de marginació. | » |
| — Eloy de la Iglesia, sobre El sacerdote al diari El País (1979) | |   |

## Recepció
La pel·lícula obté opinions moderadament positives en els portals d'informació cinematogràfica. A IMDb, amb 106 valoracions dels seus usuaris, se li atorga un 6,9 sobre 10. A FilmAffinity España, comptabilitzats 497 vots, un 5,5 sobre 10.
Antonio Méndez, al portal AlohaCriticón, destaca que "la pel·lícula posseeix alguns moments aguts de drama sexual i psicològic entorn d'obsessions i cerca d'identitat personal, amb ús de flaixbacs reflectint memòries adolescents i escenes de situacions iniciàtiques. La interpretació de Simon Andreu és un dels aspectes més estimables del film".
En la premsa escrita de l'època, de tota mena de tendències, la pel·lícula va obtenir males crítiques. Per exemple, la crònica de Pedro Crespo, en l'edició del 9 de juny de 1979 del diari ABC, que la qualificava així: "Un nou engendre fílmic que eixampla aquesta via particular de cursilería melodramàtica, eròtic-sociològic-política que amb tanta insistència conrea Eloy de la Iglesia". Fernando Trueba, en l'edició de l'1 de juny de 1979 del diari El País, assenyalava: "A El sacerdote assistim a la posada en escena d'una castració. Castrat -simbòlicament- per la seva mare quan als catorze anys li envia a un seminari perquè es converteixi en capellà, el pare Miguel assisteix a un dramàtic desdoblament intern.(...) El major defecte, el menys perdonable, del cinema de De la Iglesia són els seus personatges. Arbitràriament construïts per a servir als didàctics (sic) objectius de les seves històries, els seus personatges no resulten mai creïbles, veritables. De la Iglésia és tan incapaç per retratar amb un mínim d'objectivitat a un diputat de dretes -La criatura- com un d'esquerres -El diputado- o a aquest atribolat sacerdot".

## Premis
Associació de Crítics de Nova York (1981)
Premi al millor director de parla hispana